# Stockstädter Baggersee
Der Stockstädter Baggersee ist ein Baggersee bei Stockstadt am Main im Landkreis Aschaffenburg in Unterfranken.

## Beschreibung
Der Stockstädter Baggersee liegt unmittelbar an der Grenze zu Hessen zwischen Mainhausen und Stockstadt am Main. Der See hat eine Wasserfläche von etwa 9 ha. Am nordöstlichen Ufer verläuft direkt die Bundesstraße 469, im Westen die A 45, im Süden die A 3. Der Stockstädter Baggersee ist komplett umzäunt und nicht zugänglich.